# Hiroshi Yoneyama
Hiroshi Yoneyama (米山弘?, Yoneyama Hiroshi; 23 marzo 1909 – 24 gennaio 1988) è stato un nuotatore giapponese.

## Carriera
Specializzato nello stile libero ha vinto la medaglia d'argento nella staffetta 4x200 m sl Olimpiadi di Amsterdam 1928.

## Palmarès
- Olimpiadi

Amsterdam 1928: argento nella staffetta 4x200 m sl.